# 鷹野和美
鷹野 和美（たかの かずみ、1957年5月23日 - ）は、日本の社会福祉学研究者。俳優、歌手としても活動している。

## 概要
長野県茅野市出身。長野県岡谷南高等学校卒業。1994年信州大学大学院医学研究科博士課程修了、博士（医学）。諏訪中央病院健康相談室、和歌山社会福祉専門学校講師、道都大学専任講師、2000年広島県立保健福祉大学（現県立広島大学）助教授、香川短期大学客員教授、2005年長野大学社会福祉学部教授、2008年京都創成大学・京都短期大学学長、東京大学大学院医学系研究科客員研究員、大分大学医学部（旧大分医科大学）非常勤講師、諏訪中央病院看護専門学校非常勤講師等を兼任。
2017年11月10日出身地茅野市から「縄文ふるさと大使」に選らばれる。
2020年度：厚労省「新型コロナウイルス自治体、施設における調査研究班」

## 活動
諏訪中央病院在職中の1984年6月、日本初のデイケアを考案実施した。同時に、家庭訪問事業（訪問看護）を、飯出（丸山）さよ子らとともに実施。その後厚生省（現厚生労働省）におけるプレゼンを経て、デイケアと訪問看護は、診療報酬の対象となり、全国に拡がった。
地域における高齢者福祉の振興においては、長野県地域ケア整備事業策定委員会委員長をはじめ、北海道足寄町、士幌町、栗山町、美幌町、本別町、広島県三原市などの福祉行政アドバイザーを歴任。さらに、熊本県御船町の保健医療政策アドバイザーを務めた。
ワタミの介護株式会社（ワタミの介護の黎明期の2年間、社員教育等を担当した）・株式会社メッセージ（2年間顧問として運営に協力）のアドバイザーを歴任し、高齢者住宅を核とした包括的な福祉サービスを構築した。医療・介護など必要なサービスをチームで行うことにより充実したケアを実現する「高齢者福祉のワンストップ・サービス」を提唱した。諏訪中央病院とその周辺において、今井澄、鎌田實らとともに、80年代から地域医療システムを構築し、長野県茅野市において地域医療福祉を推進してきた。
海外での活動も多く、チェルノブイリ原子力発電所事故の被曝者に対する医療支援活動に参加し、エルサルバドルの看護教育支援プロジェクト、パラグアイのプライマリ・ヘルスケア（PHC）体制強化対策プロジェクトに、国際協力機構（JICA）の派遣専門家として従事した。最近は、北京、大連、青島、海南、大連、上海等、中国各地で、地域包括ケアシステム構築と、高齢者福祉のアドバイザー等を歴任している。
トリップアドバイザー：レストランコメント世界一2016年
介護支援専門員、社会福祉士等の資格試験の受験対策講座では、芋づる式学習法という学習法を考案した。

## 著書
- 「地域医療福祉システムの構築」
- 「チーム医療論」（編著）
- 「看護職のための介護保険マニュアル」（編著）
- 「袋小路の向こうは青空」
- 「チームケア論」
- 「在宅ケア辞典」（分担）
- 「総合型地域スポーツクラブの時代　全3巻　第3巻」（分担）
- 「知識・技能が身につく　実践・高齢者介護全6巻　第3巻これからの介護予防とケアマネジメントのゆくえ」（分担）
- 「介護保険マニュアル」（分担）等多数